# بالي ستريت (باركشير)
بلي سطريت (باركشير) (بالإنجليزية: Paley Street)‏ هي قرية تقع في المملكة المتحدة في South East England.